# Autorità di sistema portuale

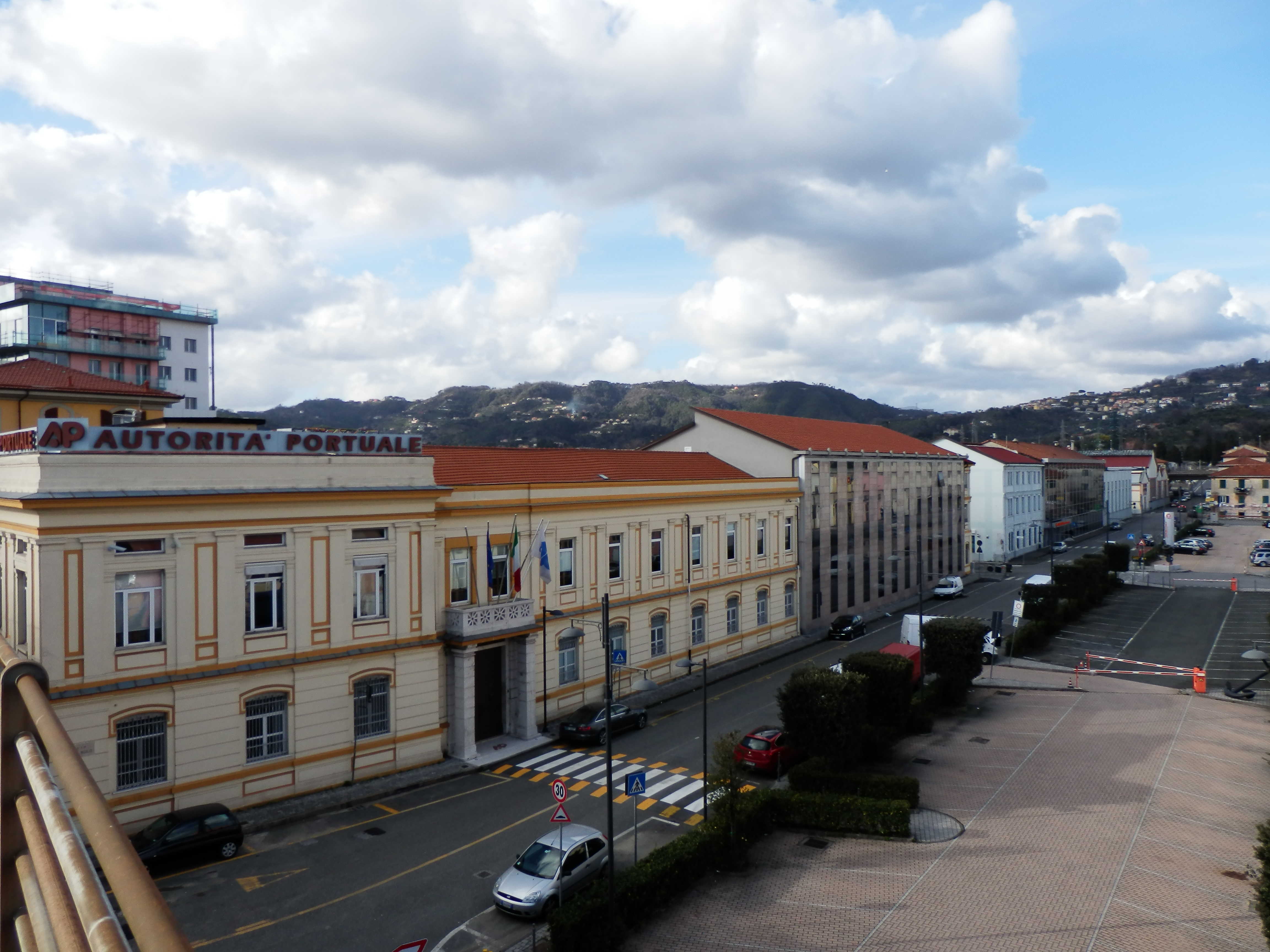
La sede dell'Autorità portuale della Spezia.

In Italia l'autorità di sistema portuale è un ente pubblico di personalità giuridica che amministra un sistema di uno o più porti di rilevanza internazionale o nazionale.
Ha tra gli scopi istituzionali la gestione e l'organizzazione di beni e servizi nel rispettivo ambito portuale, oltre che la rappresentanza dei porti di sua competenza in tutto il mondo.
Questo tipo di ente, in origine denominato semplicemente autorità portuale, venne istituito in Italia con la
Legge 28 gennaio 1994, n. 84, in materia di "riassetto della legislazione in materia portuale".
Nel 2016 le autorità portuali italiane vennero riorganizzate nelle correnti autorità di sistema portuale, in attuazione del
Decreto legislativo 4 agosto 2016, n. 169, in materia di "riorganizzazione, razionalizzazione e semplificazione della disciplina concernente le Autorità portuali".

È vigilato dal ministero delle infrastrutture e dei trasporti.

## Storia
La legge del 28 gennaio 1994 n. 84 (Riordino della legislazione in materia portuale) istituì con l'art. 6 la figura dell'autorità portuale nei porti di:
- Ancona,
- Bari,
- Brindisi,
- Cagliari,
- Catania,
- Civitavecchia,
- Genova,
- La Spezia,
- Livorno,
- Marina di Carrara,
- Messina,
- Napoli,
- Palermo,
- Ravenna,
- Savona,
- Taranto,
- Trieste,
- Venezia.

Di queste la prima ad insediarsi fu quella di Livorno nel 1995. 
In seguito, furono istituite le autorità portuali seguenti:
- di Piombino (D.P.R. 20.3.1996),
- di Gioia Tauro (D.P.R. 16.7.1998),
- di Salerno (D.P.R. 23.6.2000),
- di Olbia e Golfo Aranci (D.P.R. 29.12.2000),
- di Augusta (D.P.R. 12.4.2001),
- di Trapani (D.P.R. 2.4.2003),
- di Manfredonia (legge 2003/350).

Queste ultime 2 furono messe in liquidazione e successivamente soppresse rispettivamente con il D.P.R. del 5 ottobre 2007 e il D.P.R. del 12.10.2007.
Le Autorità Portuali dal 2007 al 2016 erano 23, rappresentate da Assoporti, Associazione dei Porti Italiani.

### Le autorità di sistema portuale dopo la riforma del 2016
Con la riforma dell'estate del 2016 le Autorità portuali italiane sono state prima ridotte da ventitré a quindici, per poi passare in seguito a sedici, e hanno assunto la nuova denominazione di Autorità di Sistema Portuale (AdSP), con le seguenti sedi:
- Mare Adriatico
  - porto di Ancona: sede dell'autorità di sistema portuale del Mare Adriatico Centrale (comprende anche i seguenti porti regionali: Falconara Marittima, Pescara, Pesaro, San Benedetto del Tronto, Ortona e Vasto);
  - porto di Bari: sede dell'autorità di sistema portuale del Mare Adriatico Meridionale (comprende anche i seguenti porti regionali: Brindisi, Manfredonia, Barletta, Monopoli, Termoli);
  - porto di Ravenna: sede dell'autorità di sistema portuale del Mare Adriatico Centro-Settentrionale (non comprende porti regionali);
  - porto di Trieste: sede dell'autorità di sistema portuale del Mare Adriatico Orientale (comprende anche il seguente porto regionale: Monfalcone);
  - porto di Venezia: sede dell'autorità di sistema portuale del Mare Adriatico Settentrionale  (comprende anche il seguente porto regionale: Chioggia).
- Mar Ionio
  - porto di Taranto: sede dell'autorità di sistema portuale del Mar Ionio (non comprende porti regionali).
- Mar Ligure
  - porto di Genova: sede dell'autorità di sistema portuale del Mar Ligure Occidentale (comprende anche i seguenti porti regionali: Savona e Vado Ligure);
  - porto della Spezia: sede dell'autorità di sistema portuale del Mar Ligure Orientale (comprende anche i seguenti porti regionali: della Spezia e Marina di Carrara);
- Sardegna 
  - porto di Cagliari: sede dell'autorità di sistema portuale del Mare di Sardegna (comprende anche i seguenti porti regionali: Foxi-Sarroch, Olbia, Porto Torres, Golfo Aranci, Oristano, Portoscuso-Portovesme e Santa Teresa Gallura). La sede legale dell'AdSP "Mare di Sardegna" è sita in Cagliari nel Molo Dogana.
- Sicilia
  - porto di Palermo: sede dell'autorità di sistema portuale della Sicilia occidentale (comprende anche i seguenti porti regionali: Termini Imerese, Trapani, Porto Empedocle, Licata e Gela);
  - porto di Augusta: sede dell'autorità di sistema portuale della Sicilia orientale (comprende anche il seguente porto regionale: Catania).
- Stretto di Messina
  - porto di Messina: sede dell’autorità di sistema portuale dello Stretto (comprende anche i seguenti porti regionali: Reggio Calabria, Milazzo, Villa San Giovanni e Tremestieri).
- Mar Tirreno
  - porto di Civitavecchia: sede dell'autorità di sistema portuale del Mar Tirreno Centro-settentrionale (comprende anche i seguenti porti regionali: Fiumicino e Gaeta);
  - porto di Gioia Tauro: sede dell'autorità di sistema portuale del Mare Tirreno Meridionale, del Mar Jonio e dello Stretto (comprende anche i seguenti porti regionali: Gioia Tauro, Crotone, Corigliano Calabro, Taureana di Palmi e Vibo Valentia);
  - porto di Livorno: sede dell'autorità di sistema portuale del Mar Tirreno Settentrionale (comprende anche i seguenti porti regionali: Capraia, Piombino, Portoferraio, e Rio Marina e Cavo);
  - porto di Napoli: sede dell'autorità di sistema portuale del Mar Tirreno Centrale (comprende anche i seguenti porti regionali: Salerno e Castellammare di Stabia).

Le regioni possono chiedere l'inserimento all'interno delle sedici Autorità di Sistema di ulteriori porti di rilevanza regionale.

## Funzioni
L'autorità di sistema portuale è dotata di autonomia amministrativa, nonché di autonomia di bilancio e finanziaria nei limiti previsti dalla legge. Ad essa sono state attribuite numerose funzioni, alcune delle quali in precedenza svolte dall'Autorità marittima. Tali funzioni sono così sintetizzate:
1. Pianificazione territoriale dell'ambito portuale. Il piano regolatore portuale, adottato e approvato dal Comitato di Gestione portuale previa espressione di parere del comune e della regione interessati, nonché del Ministero delle infrastrutture e della mobilità sostenibili, specifica gli obiettivi, le previsioni, gli elementi, i contenuti e le strategie di ciascuno scalo marittimo, delineando anche l'assetto complessivo delle opere di grande infrastrutturazione[10]; Il PRP è un piano territoriale di rilevanza statale e rappresenta l'unico strumento di pianificazione e di governo del territorio nel proprio perimetro di competenza.
2. Indirizzo, programmazione, coordinamento, promozione e controllo delle operazioni portuali e delle altre attività esercitate nei porti, individuando le strategie di sviluppo delle attività portuali e gli interventi nella garanzia del rispetto degli obiettivi prefissati, anche in riferimento alla sicurezza rispetto a rischi di incidenti connessi alle attività in questione ed alle condizioni di igiene del lavoro;
3. Manutenzione ordinaria e straordinaria delle parti comuni nell'ambito portuale, compresa la manutenzione per il mantenimento dei fondali, previa convenzione con il Ministero dei lavori pubblici. Tale funzione è affidata in concessione all'autorità portuale mediante gara pubblica;
4. Affidamento e controllo delle attività dirette alla fornitura di servizi di interesse generale, non strettamente connessi alle operazioni portuali;
5. Amministrazione delle aree e dei beni del demanio marittimo compresi nell'ambito della circoscrizione territoriale.

## Organi dell'Autorità
L'art. 7 della legge 84/94 definisce organi dell'autorità portuale: 
- Presidente
- Comitato di Gestione
- Collegio dei revisori dei conti

### Presidente
Il Presidente, nominato con decreto del Ministero delle Infrastrutture e trasporti previa intesa con la Regione interessata, scelto tra una terna di esperti nei settori dell'economia dei trasporti e portuale. Ha la rappresentanza dell'autorità portuale. Resta in carica quattro anni e può essere confermato solo una volta. Il presidente presiede il comitato portuale, a cui sottopone il piano operativo triennale e il piano regolatore portuale, nonché gli schemi di delibere del bilancio preventivo, del conto consuntivo e delle concessioni delle attività di manutenzione, affidamento e controllo delle attività esercitate nell'ambito portuale. Inoltre amministra le aree e i beni del demanio marittimo, propone in materia di delimitazione delle zone franche e promuove l'istituzione dell'associazione del lavoro portuale. Tali vaste funzioni sono ulteriormente ampliate dalla legge 27 febbraio 1998, n. 30, che ha riconosciuto al presidente ogni altra competenza che la legge di riforma non abbia attribuito agli altri organi dell'autorità portuale.

### Comitato di gestione
Il comitato di gestione è l’organo collegiale con funzioni politiche. Esso è composto dal presidente dell'autorità di sistema portuale, che lo presiede, da un componente designato dalla regione o da ciascuna regione anche parzialmente compresa nel sistema portuale; da un componente designato dal sindaco di ciascuna delle città metropolitane anche parzialmente facenti parte del sistema portuale, nonché da un componente designato dal sindaco di ciascuno dei comuni già sede di autorità portuale. L'autorità marittima, infine, designa un rappresentante delle direzioni marittime di competenza che prende parte ai comitati di gestione con diritto di voto esclusivamente nelle materie di competenza. Al comitato di gestione sono affidate funzioni deliberative tra cui l'approvazione del piano operativo triennale e della relazione annuale sull'attività promozionale, organizzativa ed operativa del porto, del bilancio preventivo e del conto consuntivo. Esprime inoltre pareri relativamente alle funzioni del presidente sull'amministrazione delle aree demaniali e delibera rilascio delle autorizzazioni e delle concessioni. Si riunisce di norma una volta al mese.

### Collegio dei Revisori dei conti
Il Collegio dei Revisori dei conti è composto da tre membri effettivi, di cui uno con funzione di presidente, nominato su designazione del Ministero dell'Economia e delle Finanze, nonché tre supplenti, nominati con decreto del Ministero delle infrastrutture e dei trasporti. Dura in carica quattro anni ed ha il compito di provvedere al riscontro degli atti di gestione, accertare la tenuta regolare dei libri contabili e redigere una relazione sul conto consuntivo.

## Presidenti in carica
| Autorità di sistema portuale                                          | Presidente in carica (P) o Commissario Straordinario (C) | Data inizio    |
| --------------------------------------------------------------------- | -------------------------------------------------------- | -------------- |
| Autorità di Sistema Portuale del Mar Ligure Occidentale               | Matteo Paroli (P)                                        | 25 luglio 2025 |
| Autorità di Sistema Portuale del Mar Ligure Orientale                 | Bruno Pisano (C)                                         | 12 giugno 2025 |
| Autorità di Sistema Portuale del Mar Tirreno Settentrionale           | Davide Gariglio (C)                                      | 11 giugno 2025 |
| Autorità di Sistema Portuale del Mar Tirreno Centro Settentrionale    | Raffaele Latrofa (C)                                     | 29 luglio 2025 |
| Autorità di Sistema Portuale del Mar Tirreno Centrale                 | Andrea Annunziata (C)                                    | 6 marzo 2025   |
| Autorità di Sistema Portuale dei Mari Tirreno Meridionale e Ionio     | Paolo Piacenza (C)                                       | 30 luglio 2025 |
| Autorità di Sistema Portuale del Mare di Sardegna                     | Domenico Bagalà (C)                                      | 9 agosto 2025  |
| Autorità di Sistema Portuale del Mare di Sicilia Occidentale          | Pasqualino Monti (P)                                     | 28 giugno 2017 |
| Autorità di Sistema Portuale del Mare di Sicilia Orientale            | Francesco Di Sarcina (P)                                 | 15 marzo 2022  |
| Autorità di Sistema Portuale dello Stretto                            | Francesco Rizzo (C)                                      | 28 aprile 2025 |
| Autorità di Sistema Portuale del Mar Ionio                            | Giovanni Gugliotti (C)                                   | 11 giugno 2025 |
| Autorità di Sistema Portuale del Mare Adriatico Meridionale           | Francesco Mastro (C)                                     | 17 giugno 2025 |
| Autorità di Sistema Portuale del Mare Adriatico Centrale              | Vincenzo Garofalo (P)                                    | 15 marzo 2022  |
| Autorità di Sistema Portuale del Mare Adriatico Centro-Settentrionale | Francesco Benevolo (C)                                   | 14 giugno 2025 |
| Autorità di Sistema Portuale del Mare Adriatico Settentrionale        | Francesco Gasparato (C)                                  | 11 luglio 2025 |
| Autorità di Sistema Portuale del Mare Adriatico Orientale             | Donato Liguori (C)                                       | 30 luglio 2025 |

## Vigilanza sull'Autorità portuale
L'Autorità portuale è sottoposta alla vigilanza del Ministero delle Infrastrutture e dei Trasporti, per il tramite della Direzione generale per i porti, la logistica e l'intermodalità, per quanto concerne l'approvazione del bilancio di previsione, delle eventuali note di variazione e del conto consuntivo, di concerto con il Ministero dell'Economia e delle Finanze, nonché la determinazione dell'organico della segreteria tecnico- operativa. Il rendiconto finanziario è soggetto al controllo della Corte dei Conti.